# 聖ヴィアトール修道会
聖ヴィアトール修道会（ラテン語: Congregatio Clericorum Parochialium seu Catechistarum S. Viatoris，略称: C.S.V.）はカトリック教会の男子修道会。
この修道会は1831年、フランス革命の傷跡が残る中、リヨンの教区司祭ルイ・ケルブが街の守護聖人である聖ウィアトル（ヴィアトール）から名をもらい創設され、主に青少年の教育に係わり、フランスをはじめカナダ、スペイン、ベルギー、ブルキナファソ、ハイチ、ペルー、日本、台湾など16カ国で活動している。

## 日本での活動

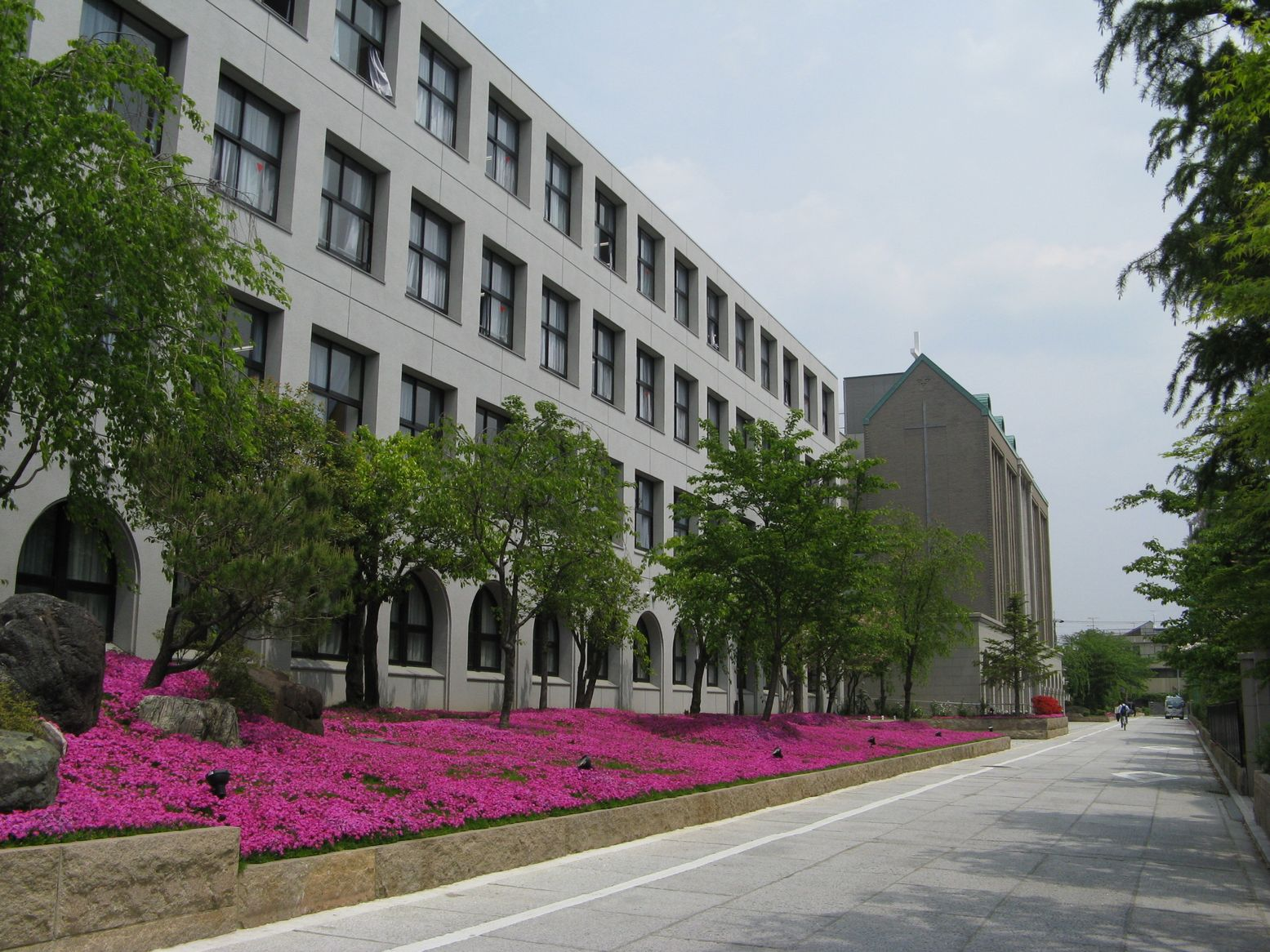
洛星中学校・高等学校

聖ヴィアトール修道会は、日本では京都市に本部を置いている。京都市北区の洛星中学校・高等学校は、同会を設立母体とする教育機関である。
第二次世界大戦以前の1930年代、聖ヴィアトール修道会は満洲の四平街（現在の中華人民共和国吉林省四平市）に中国人を対象とする教育機関（暁東中学校）を設立していた（中学校としての正式な認可は昭和13年）。満洲での活動に関連して、1937年に会員のピエール・カリエ神父を日本に派遣した。
第二次世界大戦後の1946年12月14日、聖ヴィアトール修道会はカナダの教皇庁大使アントニュッチ大司教から日本布教の要請を受ける。日本布教の責任者にはカリエ神父が任じられた。カリエ神父はパウロ古屋義之（京都知牧）やメリノール会と書簡を交わし、京都に中学・高等学校を創設する希望が合致したことから（聖ヴィアトール修道会は中国での活動が困難になり、京都教区（当時は知牧区）には教育機関がなかった）、聖ヴィアトール修道会は京都に拠点を置くこととなる。
1948年にカリエ神父が再来日し、京都市左京区北白川に修道院と聖堂（カトリック聖ヴィアトール北白川教会）を開設した。1952年に洛星中学校、1955年には洛星高等学校を設立した。北白川のほか、洛星中学校・高等学校に近い京都市北区北野上白梅町（北野白梅町駅付近）にも修道院がある。
2024年3月31日をもって、宗教法人聖ヴィアトール修道会は日本・カトリック京都司教区から撤退する。これにより、日本での宗教法人聖ヴィアトール修道会は解散し、聖ヴィアトール学園(洛星中・高)の運営からも撤退する。